# Стевенен, Жан-Франсуа
Жан-Франсуа́ Стевене́н (фр. Jean-François Stévenin;   23 апреля 1944[…], Лонс-ле-Сонье, Юра, Франция — 27 июля 2021, Нёйи-сюр-Сен, О-де-Сен, Франция) — французский актёр. Сыграл в более чем 100 фильмах. Также работал помощником режиссёра и самостоятельно снял три фильма: «Шапка» (Le Passe-montagne, 1978), Double messiers (1986) и «Мишка» (Mischka, 2002).
Наиболее известен по главной роли в фильме Патрика Бушити «Холодная луна» по рассказам Чарльза Буковски, представленном на Каннском кинофестивале 1991 года.
Все четверо его детей — Сагамор (1974), Робинсон (1981), Саломея (1985) и Пьер (1995) — также стали актёрами.

## Биография
Родился в Лон-ле-Сонье в департаменте Юра на востоке Франции.
Со своими способностями к математике поступил в высшую коммерческую школу, но в то же время ему интересен кинематограф. Он пишет работу по экономике кино, а на стажировку едет на Кубу на киносъёмки.
Во время съёмок он учится различным кинопрофессиям — от технических до второго режиссёра. В частности, сотрудничал с Аленом Кавалье, когда тот в мае 1968 года снимал свою ленту «Смятение» (La Chamade).
Впоследствии ему удаётся уговорить и других маститых авторов — Жака Риветта и Петера Фляйшмана — взять его к себе помощником на съёмочную площадку. Кроме того, он и сам начинает играть небольшие роли. Так, у Жака Риветта в 1970 году он сыграл в фильме «Out 1» (1971). Его стиль понравился Франсуа Трюффо, и тот неодкратно предлагал ему роли в своих фильмах: «Дикий ребёнок» (1970), «Такая красотка, как я» (1972), «Американская ночь» (1973), потом роль месье Рише в «Карманных деньгах» (1976).
Позднее Стевенену удалось попробовать свои силы в режиссуре, сняв в Юре в горах неподалёку от мест, где вырос, свой первый фильм «Шапка» (Le Passe-montagne, 1978), в котором его персонаж искал загадочную долину.
В 2020 году режиссёр Лоран Ашар посвятил Стевенену свой документальный фильм «Мужской одиночный разряд».
Он умер  27 июля 2021 года в больнице Нейи-сюр-Сен в возрасте 77 лет после продолжительной болезни.